# Фландърско бувие
Фландърското бувие (на френски: Bouvier des Flandres) е порода кучета, произлизаща от белгийската част на Фландрия. В началото са използвани за направляване на стадата овце и крави и за дърпане на каруци. В днешно време те се използват често като кучета-пазачи и полицейски кучета. В превод от френски наименованието им означава „фландърски пастир“. Други имена на породата са: Toucheur de Boeuf (в превод от френски: водач на крави) и Vuilbaard (в превод от нидерландски: мръсна брада).
Породата е създадена от монасите в манастира Тер Дюниен във Фландрия. Получена е чрез кръстосването на ирландския вълкодав с различни местни кучета. До началото на 20 век породите паре, морман и бриар са смятани за варианти на бувието. През 1912 някои местни киноложки клубове правят различни стандарти за четирите породи.
През Първата световна война породите напуснали родните си места, тъй като били използвани за военни цели. Едно от тези кучета, Ник, печели много киноложки изложби след войната и се смята за основател на сегашното фландърско бувие.
Официалният породен стандарт е създаден през 1936. Породата е призната от МФК през 1965.
Бувиетата са с гъста и дълга козина, която може да бъде бежова, черна, бриндлова или черно-бяла. Тежат между 29 и 55 кг и са високи между 59 и 68 см. По характер са умни, верни и предани животни, разбиращи се добре с деца и обичащи стопаните си.